# Ensino jurídico
O ensino jurídico de educação ou a educação jurídica é a formação em nível superior para lidar com o fenômeno do Direito.
Hoje em dia, os cursos intitulados "ciências sociais e jurídicas" e "bacharelado em direito" fornecem o aparato teórico e prático para examinar esse fenômeno e aplicá-lo em questões cotidianas. Além da formação para a pesquisa acadêmica,essa educação jurídica geralmente serve aos operadores do direito tais como notários públicos,  paralegais, solicitadores, advogados, juízes e promotores de justiça ou aos que visam obter conhecimentos jurídicos para um fim específico indiretamente ligado ao Direito.

## Brasil
No Brasil, a educação jurídica se desenvolve em nível de graduação. O Brasil é o país que possui o maior número de faculdades de direito em todo o mundo, possuindo 1.153 cursos jurídicos de nível superior de acordo com o Ministério da Educação (MEC).
O surgimento dos primeiros cursos jurídicos no Brasil ocorreu em 1827 com a criação de duas faculdades de direito: uma em Olinda, que deu origem à Faculdade de Direito do Recife da Universidade Federal de Pernambuco, e outra em São Paulo, que deu origem à Faculdade de Direito da Universidade de São Paulo.
Os dados sobre a pós-graduação stricto sensu em direito no Brasil apontam uma tendência de crescimento. Assim, de acordo com a Coordenação de Aperfeiçoamento de Pessoal de Nível Superior (CAPES) do Ministério da Educação, existem 73 mestrados acadêmicos e 30 doutorados.

### História

#### Criação dos Cursos Jurídicos no Brasil no início do Século XIX
Debates Parlamentares sobre a Criação dos Cursos Jurídicos
A criação dos cursos jurídicos no Brasil teve início por meio de debates sobre a questão na Assembleia Constituinte de 1823. A propositura do projeto de lei acerca da criação de um curso jurídico no Brasil foi realizada por José Feliciano Fernandes Pinheiro, futuro Visconde de São Leopoldo. Em 14 de junho de 1823  o mesmo manifestou-se a respeito da necessidade de criação de uma Universidade, em especial, da Faculdade de Direito. Muito se debateu - durante a Assembleia Constituinte de 1823 -  sobre o tema, contudo a localização da futura Universidade, bem como a grade de ensino foram as questões mais controvertidas entre os constituintes, tendo em vista, especialmente, os interesses regionalistas da época. Enquanto os deputados José Feliciano Fernandes Pinheiro e Miguel Calmon manifestavam-se a favor da criação do curso jurídico em São Paulo, outros constituintes como Montesuma e Pereira da Costa declaravam sua preferência pela instalação da Universidade na Bahia.
Nessa mesma direção, Silva Lisboa, deputado baiano, defendia a instalação da Universidade na Bahia, pois considerava a localização de São Paulo de difícil acesso, bem como a linguagem e pronúncia dos paulistas uma corrupção ao idioma português. Em 19 de agosto de 1823  o projeto de lei sobre a criação da Universidade foi apresentado, gerando muitos conflitos entre os constituintes, principalmente com relação à utilização do Direito Romano na grade curricular dos cursos de direito. Silva Lisboa  acreditava que apesar de muitos considerarem o Direito Romano um conjunto de regras indigestas e erradas, a civilização europeia moderna se devia em muito ao achado das Pandectas e, portanto, sua aplicação era imprescindível ao curso de ciências jurídicas. Por outro lado, Araújo Lima  considerava desnecessária a utilização excessiva de cadeiras de direito romano, acreditando na maior utilidade de grades curriculares que incluíssem economia política, direito comercial e marítimo, direito público e das gentes. As discussões foram calorosas, contudo, o projeto de lei é aprovado e, na emenda de Araújo Lima , é determinada a criação de dois cursos jurídicos, sendo um deles na cidade de Olinda e outro na cidade de São Paulo. Além disso, foi determinado que enquanto não houvesse a criação dos mencionados cursos jurídicos, devia ser criado um curso jurídico na cidade do Rio de Janeiro, de caráter provisório. Todavia, apesar do estabelecimento de diretrizes, muitas dúvidas pairavam acerca da viabilidade de se instalar tais universidades e, nesse sentido, o deputado Almeida de Albuquerque apresentou sua crítica principalmente a respeito da localização da universidade, da existência de fundos para sua construção, da existência de professores habilitados para o cargo, bem como a urgência de criação de um curso de direito, tendo em vista a existência de outras tantas ciências, ao seu ver, mais necessárias.
Em 9 de janeiro de 1825 a Assembleia Constituinte é dissolvida e, por conseguinte, todo o trabalho de decisão a respeito das universidades passou a possuir caráter meramente histórico. Simultaneamente, por meio do Decreto de 9 de Janeiro de 1825  , criou-se um curso jurídico provisório na Corte e, por meio dos debates oriundos da Assembleia Geral Legislativa de 1826, os estatutos que iriam regulamentar tal faculdade. Tais estatutos seriam aqueles propostos por Luís José de Carvalho e Melo - Visconde de Cachoeira.  O Decreto de 9 de janeiro de  1825 qualificava como fundamental nos cursos jurídicos o estudo do direito natural, público e das gentes, bem como as leis do império, visto que tinha por objetivo principal a formação de bacharéis para suprir a imensa falta de magistrados após o processo de independência. O mencionado curso jurídico da corte jamais chegou a se concretizar. Porém, os Estatutos de Visconde de Cachoeira seriam posteriormente utilizados na criação dos cursos jurídicos em São Paulo e Olinda.
A Assembleia Geral Legislativa de 1826 trouxe à tona novamente as discussões sobre criação dos cursos jurídicos, na medida em que, até aquele momento, muito se havia discutido e nada se concretizado. As discussões tinham o mesmo cunho político e regional que aquelas da Assembleia Constituinte de 1823: Localização, Cadeiras, Escolhas dos Lentes, entre outros. Na sessão de 4 de julho de 1826  o projeto do lei foi finalmente aprovado e convertido em lei em 11 de agosto de 1827.
A Criação dos Cursos Jurídicos e Funcionamento das Faculdades
Em 11 de Agosto de 1827 foi promulgada a lei que criava os cursos de ciências jurídicas e sociais em Olinda e na cidade de São Paulo . As cadeiras eram divididas por anos, sendo o primeiro ano dedicado ao estudo do Direito Natural, Público, Direito das Gentes, análise da Constituição do Império e Diplomacia.  Nos anos seguintes, o curso se dividia entre o estudo do Direito Público Eclesiástico, Direito Pátrio Civil, Direito Pátrio Criminal com a teoria do Processo Criminal, Direito Mercantil e Marítimo, Economia Política e Processo adotado pelas Leis do Império. Os Estatutos da Faculdade, conforme estabelecido no art. 10 da referida lei, eram os Estatutos do Visconde de Cachoeira, os quais constam na Carta de Lei datada de 21 de agosto de 1827.  Em 7 de novembro de 1831 os Estatutos do Visconde de Cachoeira foram substituídos por outros, assinados pela Regência Trina Permanente. Esses novos estatutos diferenciavam-se, fundamentalmente, em relação à maior severidade exigida, com vistas a sanar os problemas iniciais de implementação do curso jurídico no Brasil.
No entanto, conforme já previra Almeida de Albuquerque, muitas foram as dificuldades que sobrevieram a criação de tais universidades. Os principais problemas eram: (i) a ausência de professores qualificados; (ii) a grande indisciplina dos alunos; e (iii) as aprovações sem mérito. Dessa forma, mesmo após a criação das universidades, o governo intervinha muito nas universidades, em especial na tentativa de remediar os problemas acima mencionados.
Ausência de Professores Qualificados: Existiam na época poucas pessoas letradas e,  grande parte delas iam ocupar cargos públicos. Nesse sentido, uma das tentativas de sanar o problema foi a Lei de 24 de Agosto de 1935 , a qual determinava qual seria o processo seletivo para a aprovação de professores quando havia apenas um candidato interessado na vaga.  Além disso, a Decisão n° 157 de 21 de Março de 1833  determinava a nomeação de indivíduos para ocupação de cargos interinos, em função da ausência de candidatos para ocupar o cargo. Grande parte dos alunos faltava às aulas em razão da ausência do professor, o que levou as autoridades a promulgarem o Decreto n° 43 de 19 de Agosto de 1837 , o qual permitiu a aprovação de alunos cuja frequência tivesse sido inferior a determinada pelo Estatuto.
Grande Indisciplina dos Alunos: Outro grande problema, como mencionado, era a grande indisciplina por parte dos alunos. A ausência de opção de universidades gerava muito desinteresse pela faculdade de Direito, o que acarretava ausência de comprometimento e indisciplina. Isso pode ser demonstrado pela decisão n° 135 de 6 de agosto de 1829, a qual dispõe sobre a saída de estudantes em sala de aula sem a autorização dos professores. Ademais, na decisão n° 384 de 18 de novembro de 1831  é expressa a necessidade de controlar a insubordinação dos alunos, sugerindo, inclusive, medidas penais para conter os abusos dos alunos contra os lentes nos cursos jurídicos. No mesmo sentido, em 7 de agosto de 1832  foi promulgado um decreto que previa o estabelecimento da polícia na Faculdade, a qual tinha por objetivo conter as indisciplinas dos alunos.  A decisão n° 155 de 30 de abril de 1832  revela que grande parte dos alunos não realizava os trabalhos e estudos propostos, pois o imperador ordenou o cumprimento a risca dos estatutos. Por fim, o Decreto n° 42 de 19 de agosto de 1837  estabeleceu as penas a que seriam submetidos os estudantes que desacatassem qualquer Lente ou Diretor de qualquer academia no Brasil, dentro ou fora das Universidades.
Aprovações sem mérito: Muitos Lentes, em razão da falta de qualificação proveniente da ausência de professores qualificados, aprovavam alunos sem respeitar os critérios estabelecidos pelos Estatutos. Esse problema fica claro durante a análise da decisão n° 229 de 5 de agosto de 1831 , na qual o Imperador ordena que a conduta de tais professores seja modificada, de modo que as aprovações e reprovações passem a agir conforme o princípio meritocrático. Ainda sobre essa mesma questão, a decisão n° 404 de 17 de dezembro de 1832  reflete o desleixo dos professores na correção das avaliações, o que preocupava o Imperador, na medida em que isso poderia gerar descrédito para a Universidade e desvalorização dos bacharéis formados.
Essa fase de transitoriedade dos cursos jurídicos teve fim com a promulgação do Decreto 1386 de 28 de abril de 1854 . O Decreto 1386 deu novos Estatutos à faculdade de Direito, pondo fim a fase de transitoriedade estabelecida pela vigência dos Estatutos de 1831. Os Estatutos de 1831 estabeleciam regras mais claras, tanto sobre o comportamento dos Lentes, quanto acerca da disciplina dos alunos, criando procedimentos de advertência com relação ao descumprimento do estabelecido. Punições por injúrias contra lentes e diretores eram severas, assim como eram rígidos o procedimento para contagem de faltas, e para aplicação de punições contra os alunos que perturbassem o silêncio ou causassem desordem.
Os Estatutos trazidos pelo Decreto 1386 modificaram profundamente a estrutura dos cursos jurídicos, atribuindo-lhes bases mais sólidas que iriam vigorar até a reforma completa do ensino, trazida pelo Decreto 7242 de 19 de abril de 1870 – Lei do Ensino Livre.
Ensino jurídico brasileiro século XIX adentro 
O ensino de direito no Brasil iniciou-se com a criação das escolas de direito de Olinda e de São Paulo, em 1827, com a promulgação da Lei de 11 de Agosto de 1827.  Essa lei previa que os cursos seriam divididos em nove cadeiras (disciplinas), distribuídas ao longo de cinco anos. Por ser a introdução de um curso que não havia no Brasil, os materiais a serem utilizados também deveriam ser produzidos. Desta maneira a mesma lei, em seu artigo artigo 7º, versava especificamente sobre os materiais que poderiam ser utilizados para o ensino jurídico no Brasil:
"Art. 7º: Os Lentes farão a escolha dos compêndios da sua profissão, ou os arranjarão, não existindo já feitos contanto que as doutrinas estejam de acordo com o sistema jurado pela nação. Estes compêndios, depois de aprovados pela Congregação, servirão interinamente; submetendo-se, porém, à aprovação da Assembleia Geral, e o Governo os fará imprimir e fornecer às escolas, competindo aos seus autores o privilégio exclusivo da obra, por dez anos."
Ademais, a liberdade conferida aos Lentes para produzir seus próprios materiais podia ser notada também com relação aos discentes, que por falta de maior número de material nacional disponível para as aulas, produziam eles próprios dissertações sobre as exposições feitas pelos docentes, como é possível observar nas dissertações de Direito Natural , Direito Criminal , Direito Eclesiástico , Direito Romano , Direito Civil , Direito Marítimo  e também nos apontamentos de Economia Política , todos disponíveis na biblioteca da Faculdade de Direito do Largo São Francisco. Estas dissertações eram de muita valia à época, devido à pouca quantidade de material, estas tornavam-se guias e material de estudo para outros discentes. Apesar das dissertações, o curso em si possuía suas próprias diretrizes, dividas entre os cinco anos, em nove cadeiras, distribuídas da seguinte maneira:
No primeiro ano era ensinada a primeira cadeira, que compreendia as matérias de  direito natural, direito público, análise da Constituição do Império, direito das gentes e diplomacia. Para tanto, utilizava-se dos escritos de Domenico Alberto Azuri com obras como Direito Marítimo da Europa 1 e Direito Marítimo da Europa 2, Otto Hübner com a obra Manual de Economia Política, Giovanni M. Lampredi com seu projeto de Liberdade dos Mares e Jean Marie Pardessus a partir de seus escritos como o Curso de Direito Comercial e todos os seus volumes. Ademais, utilizavam o Código Comercial Francês, o Código das Prezas e o Compêndio de Hermenêutica Jurídica (Doutor Francisco de Paula Batista).
Nos demais anos ensinavam-se duas cadeiras em cada, sendo que no segundo continuava a ser ensinada a primeira cadeira e era adicionado o estudo de direito público eclesiástico. Já no terceiro ano, eram ensinados direito civil pátrio e direito civil pátrio criminal junto com a teoria do processo criminal , a partir dos estudos de Cesare Beccaria em seu livro Dos delitos e das penas, Jeremy Bentham baseado nas obras Tratados de Legislação Civil e Penal volume 1 e Teorias da Pena e das Recompensas volume 1 , Jacques Pierre Brissot e Gaetano Filangieri a partir da obra A Ciência da Legislação, além do Compêndio de Teoria e Prática do Processo Civil (Doutor Francisco de Paula Batista).
No quarto ano prossegue-se o ensino do direito pátrio civil, e acrescenta-se o ensino do direito mercantil e marítimo. Para tanto, são retomados diversos dos ensaios estudados no primeiro ano, como o Código Comercial Francês e o Código das Prezas, entre outros. Por fim, no quinto ano, se aprendia economia política e "teoria e pratica do processo adotado pelas leis do Império", com obras importantes como as de Adam Smith em Riqueza das Nações, João Baptista Say, Thomas Robert Malthus no Ensaio Sobre o Principio de População e Ricardo Sismondi.

#### Reformas no ensino
A Reforma do Ensino Livre
Ensino livre é o processo de transformação do ensino primário, secundário e superior brasileiros iniciados na década de 1870, os quais passaram a ter maior independência do controle imperial, até que fosse declarada a República em 1889. Essa transformação foi instaurada pelo Decreto nº 7.247 de 1879  que estabeleceu a liberdade do ensino primário e secundário no município da corte, Rio de Janeiro, e superior em todo império. 

Tavares de Lyra, político brasileiro, discutiu em O Livro do Centenário dos Cursos Jurídicos sobre as profundas transformações causadas por esse decreto. 
Tal decreto foi imposto por Leôncio de Carvalho, que sofreu repressões sobre o conteúdo do documento. Em decorrência disso, Carvalho foi abandonado por seus colegas ministros, e deixou o cargo quarenta e cinco dias após o decreto entrar em vigor.
Entre as principais mudanças ocasionadas pelo decreto de 1879, pode-se ressaltar a diferença na grade curricular, no processo de matrícula e na frequência do curso de Direito. A partir do decreto 1879, houve a separação do curso de Direito em duas vertentes, Ciências Jurídicas e Ciências Sociais. Além disso houve também a adição e retirada de algumas disciplinas.Tabela comparativa das disciplinas
Quanto ao processo de matrícula, era necessário ter conhecimento do latim, francês e inglês, após o decreto o aluno deveria ter conhecimento do português, latim, francês, inglês, alemão e italiano. 
Outra grande mudança foi a frequência nas aulas.  A partir do decreto a presença nas aulas não era mais obrigatória, contanto que o aluno realizasse todos os exames nas devidas datas. 

Durante a criação da Lei de Ensino Livre de 1870 até o final do império em 1889, não foram criadas muitas faculdades de ensino livre de direito, apenas Faculdade Livre de Sciencias Jurídicas e Sociaes do Rio de Janeiro em 1882, que apenas entrou em funcionamento em 1891.
O movimento do ensino livre, também chamado de ilustrado, encontra reações de tipos característicos da época: os católicos conservadores, o liberal e o cientificista. Sendo que os dois últimos foram pró-ilustração sendo o catolicismo conservador contrário ao ensino livre. As críticas dos debates sobre o tema do ensino livre apontam uma importante consequência da liberalização do ensino: a expansão indiscriminada de cursos livres passa a massificar a formação de bacharéis, decorre daí uma desqualificação de formados em escolas de ensino livre, salvo exceções. Outra influência do movimento que se verifica até os dias atuais é o estabelecimento de um modelo de ensino jurídico, a ser reproduzido a partir da matriz liberal.
Reformas do ensino jurídico durante a Primeira República
A reestruturação do ensino jurídico durante a Primeira República foi questão fundamental para um Brasil que buscava se equiparar a outras nações. Rui Barbosa reiterou a importância da reforma: “Apresentou a educação como uma questão de vida ou morte para o país, buscando com a reforma (...) reorganizar totalmente o programa escolar brasileiro, adaptando-o à nova realidade mundial.”
Uma sequência de dispositivos normativos foi colocada em prática durante os últimos anos do império e ao decorrer da primeira república, com o objetivo de prover independência ao ensino jurídico. E não houve apenas a legislação concernente às instituições de ensino. Existiu pressão para uma modernização normativa geral, como afirma Clovis Bevilaqua: “A cada movimento ascensional de expansão liberal, segue-se uma reacção restrictiva que, se não destróe as conquistas effectuadas, não lhes permitte realizar todos os benefícios, que, naturalmente, produziriam.”
Reforma Leôncio de Carvalho
O Decreto nº 7.247 de abril de 1879, que ficou conhecido como Reforma Leôncio de Carvalho, tratava das condições para a expansão de novos cursos superiores, definindo as normas gerais para a implantação do ensino livre no Brasil. De acordo com o que é estabelecido no artigo primeiro desse decreto, era completamente livre o ensino primário e secundário no município da Côrte e o superior em todo o Império, além de regulamentar as inspeções e obrigações dos diretores e professores. Além disso, a liberdade de associações particulares passou a ser permitida em território nacional, fato outorgado no artigo 21 dessa reforma.
Art. 21. “É permittida a associação de particulares para a fundação de cursos onde se ensinem as materias que constituem o programma de qualquer curso official de ensino superior.”
O ensino livre seria uma alternativa educacional possível ao ensino centralizado e oficial oferecido pelo Império: “Destaca-se no Decreto a proposta de ensino livre, em relação à obrigatoriedade do ensino religioso.” Esta reforma não se consolidou, entretanto, como liberdade de ensino completa, uma vez que não era permitido ensinar ideias alternativas como ocorreu na Europa.
Reforma Benjamin Constant
A seguir, veio o Decreto 1232 H, de Janeiro de 1891, amplamente conhecido como Reforma Benjamin Constant, que foi de extrema importância para a regulamentação do ensino. Isto está exposto no CAPÍTULO I, Dos Cursos, que previu a expansão do ensino, o qual passou a incluir os seguintes cursos: Ciências Jurídicas, Ciências Sociais e o de Notariado. Tal expansão revelava as necessidades do Estado da época, a qual pode ser conferida na listagem de matérias obrigatórias no curso, especificadas no mesmo capítulo. O decreto Benjamin Constant ainda regulamentava os cargos internos às universidades, como a atuação e processo de seleção dos professores, ou os horários de funcionamento da secretaria. A atuação dos estabelecimentos particulares, por outro lado, não estava regulamentada no sentido do ensino, mas apenas nas condições “de moralidade e higiene”.
Ademais, nota-se que o Decreto de 1891 Serviu de base para o Ensino Jurídico: federal e estadual, livre e dividido. Foi dada a liberdade para o estabelecimento de cursos estaduais, como postula o Art. 418, desde que tais instituições seguissem determinados requisitos:
Art. 418. “É lícito aos poderes dos Estados federados fundarem Faculdades de Direito; mas para que os gráos por ellas conferidos tenham os mesmos effeitos legaes que os das Faculdades federaes, é de mister: 1º, que as habilitações para matriculas e exames e os cursos sejam identicos aos das Faculdades federaes; 2º, que se sujeitem á inspecção do Conselho de Instrucção Superior.”
É fato que a maior ruptura de todas foi a proposta pelo decreto Benjamin Constant, que excluiu do currículo as disciplinas de Direito Eclesiástico e Direito Natural. Esta medida foi condizente com a decisão tomada por uma comissão da Assembleia Legislativa, da qual participou Rui Barbosa. O político defendia “o fim do ensino religioso e discutia a necessidade de separação entre o Estado e a Igreja. Deveria o ensino ser laico, gratuito e obrigatório.” Outras normas minoritárias concernentes ao assunto incluem a Lei nº 314, de outubro de 1895, que redistribuiu a grade curricular (sendo a principal mudança o ensino de Direito Romano), a reforma de 1895 que eliminou a subdivisão das faculdades, uniformizando-as com apenas um curso e o Decreto nº 8.659 de 5 de abril de 1911, que conferiu personalidade jurídica aos institutos.
Reforma Rivadávia Corrêa
Também é certo que o decreto nº 8.659 de 5 de abril de 1911, conhecido como Reforma Rivadávia Corrêa, foi um importante marco da Reforma. Este regulamentou o currículo das faculdades de Direito, que seriam designadas pelo nome da cidade sede, sendo que o seu art. 2º viabilizava a autonomia corporativa e redefinia a carreira docente. Ademais, a reforma introduziu exames para o ingresso acadêmico, além de estabelecer diversas facilidades para que fossem criadas novas escolas de ensino jurídico no Brasil, sendo criadas mais seis escolas definitivas até o ano de 1930.
A Lei 746 de 29 de dezembro de 1900, denominada “Código Epitácio Pessoa”, facultava ao poder executivo dispor sobre a organização das Faculdades de Direito, Medicina e Engenharia. O Código sofreu várias críticas e foi alvo de manifestações públicas de estudantes e professores contrários às reformas. Assim foi observado pelo Dr. J. C. Bandeira de Melo, delegado fiscal junto à Faculdade Livre de Ciências Jurídicas e Sociais da Capital Federal, em seu trabalho “Lentes e Alunos”: “Queixam-se da alteração da vida destes que de ordinário têm quatro matérias a estudar além do curso complementar, três meses depois de abertas as aulas. É quase impossível exigir de uns e outros assiduidades correspondentes aos dias letivos da semana.”
Outras Mudanças
Por fim, ainda houve outras mudanças ocasionadas pelo legislativo. Uma das principais foi a Reforma Carlos Maximiliano de 1915, que modificou a grade curricular como resposta à busca por incentivar um ensino mais prático. Esta se faz notar por seu conservadorismo, uma vez que tirou do conselho a função administrativa e acabou com a frequência livre. Após as reformas, o curso de direito passou a assumir o papel de formar juízes, advogados, servidores de administração e diplomatas para a República. Finalmente, o decreto nº 14.163 de maio de 1920 consolidou a proposta de fusão das faculdades de Direito e ampliou as condições necessárias para a integração de uma nova faculdade (oficial) de Direito às escolas politécnicas de Medicina do Rio de Janeiro.
Portanto, a grande mudança do ensino jurídico durante a primeira república foi definitivamente a ruptura com o Direito Eclesiástico, já que o ensino conservou as bases românicas de interpretação jurídica.
Cursos e Matérias
A Reforma Benjamin Constant possibilitou a abertura de novos cursos de Ensino Jurídico em diversas universidade brasileiras, quebrando a hegemonia de São Paulo e Recife, onde o curso já existia desde 1827. Até 1930, 15 universidades federais já haviam criado o seu próprio curso independente de Ensino Jurídico. As principais delas foram a Faculdade Livre de Direito da Bahia, fundada em Salvador em 1891, a Faculdade Livre de Direito e a Faculdade de Ciências Jurídicas e Sociais, ambas fundadas no Rio de Janeiro em 1881 e 1882 respectivamente, a "Faculdade de Direito de Minas Gerais, que foi fundada em Ouro Preto em 1892 e transferida para Belo Horizonte quando esta se tronou a capital do estado e por fim a "Faculdade de Direito de Porto Alegre, fundada em 1900.
A Reforma também consolidou as matérias obrigatórias para os cursos de Ensino Jurídico:
| Curso de Ciências Jurídicas | Curso de Ciências Sociais | Curso de Notariado |
| --- | --- | --- |
| Filosofia e História do Direito; Direito Público e Constitucional; Direito Romano; Direito Criminal (incluindo Direito Militar); Direito Civil; Direito Comercial (incluindo Direito Marítimo); Medicina Legal; Processo Criminal, Civil e Comercial; Prática Forense; História do Direito Nacional; Noções de Economia, Política e Direito Administrativo | Filosofia e História do Direito; Direito Público; Direito Constitucional; Direito das Gentes; Diplomacia e História dos Tratados; Ciência da Administração e Direito Administrativo; Economia Polítca; Ciência das Finanças e Contabilidade do Estado; Higiene Pública; Legislação Comparada sobre o Direito Privado. | Explicação sucinta do Direito Pátrio Constitucional e Administrativo; Explicação sucinta do Direito Pátrio Criminal, Civil e Comercial; Explicação sucinta do Direito Pátrio Processual; Prática Forense. |

#### Década de 1960 no Brasil
Introdução do CEPED
O CEPED (Centro de Estudos e Pesquisas no Ensino do Direito) foi criado pela Resolução n. 284/66 do Conselho Universitário do Estado da Guanabara, em 15 de abril de 1966, na cidade do Rio de Janeiro. Contou com apoio de entidades significativas no âmbito acadêmico e de financiamento, dentre eles: AID (Aliança Norte-Americana para o desenvolvimento internacional), a Fundação Ford e a Fundação Getulio Vargas. Funcionou, efetivamente, durante sete anos, preparando turmas anuais de quarenta advogados. Contribuiu imensamente para que o pais saísse do marasmo do ensino jurídico (exemplificado por Alfredo Lamy Filho em seu artigo “A crise do Ensino Jurídico e a experiência do CEPED“, editado em 1972 ), e fora considerada uma tentativa de reformar o padrão de estudo do Direito no país. Como pessoas significativas neste empreendimento, pode-se identificar David M. Trubek (atual professor de Direito na Universidade de Wisconsin), Alfredo Lamy Filho, Caio Tácito Sá Vianna Pereira de Vasconcelos, Alberto Venâncio Filho, dentre outros personagens expressivos.
Contextualização Histórica
O CEPED foi criado sob o contexto do regime militar vigente no país. Governo Castelo Branco (1964-1967): dissolução dos partidos políticos, eleições indiretas para presidente, sindicatos receberam intervenção do governo militar e cidadãos tiveram seus direitos constitucionais cassados, Constituição de 1967 Governo Costa e Silva (1967-1969): UNE-passeata dos cem mil, em MG e SP os operários paralisam fábricas em protestos. O AI-5 é editado sobre esta presidência, intensificando a censura, cassando mandatos do funcionalismo público e acabando com a garantia de habeas corpus. Governo Médici (1969-74): forte censura, criação do DOI-códi como órgão investigador por parte da polícia. Milagre econômico: geração de uma dívida externa crescente, explosão de oportunidades econômicas. 
Objetivos
O Centro nasce como fruto de insatisfação do corpo docente e dos colaboradores paralelos para com o padrão vigente no país – tal fato é evidenciado em entrevistas colhidas com Lamy Filho e em trecho do livro  “Das Arcadas ao Bacharelismo: 150 anos de ensino jurídico no Brasil“ escrito por Alberto Venâncio Filho, assim como em toda e qualquer fonte que tenha o CEPED como assunto. Ademais, Luiz Werneck Viana, em sua obra, teria identificado a “posição subalterna“ do advogado brasileiro em face “de órgãos públicos, de órgãos privados, na negociação dos empréstimos internacionais e na formulação de suas cláusulas contratuais. De acordo com James Gardener, o CEPED teria sido uma experiência do governo americano na tentativa de consolidar o seu imperialismo legal, no Brasil, através da criação de uma elite intelectual que reproduzisse os ideais americanos. É importante ressaltar que o mundo estava no período da guerra fria, quando os Estados Unidos e a então União Soviética disputavam entre si para conseguir países que fossem adeptos aos seus ideais. 
Esta lacuna identificada por Trubek  é a síntese das razões pelas quais o curso foi elaborado e efetivamente posto em funcionamento. O ensino jurídico havia se entregado a um marasmo classicista, submergido na metodologia expositiva e sem a participação do aluno. Lamy Filho, em entrevista  exemplifica a nova maneira de se estudar o direito proposta pelo Centro: estudar o Direito a partir do caso ajuda a estabelecer um diálogo entre aluno e professor e a compreender o fenômeno jurídico, não como uma emanação de cima pra baixo, mas como uma coisa que surge da sociedade.
Durante uma entrevista com Jorge Hilário de Gouvêa, aluno da turma de 1967 do CEPED, ele explica que o objetivo geral do CEPED era de revolucionar a atuação do advogado brasileiro no mercado jurídico. Neste trecho da entrevista, podemos ver a opinião do ex-aluno do curso, “O CEPED nunca pretendeu se institucionalizar. Tinha a aspiração de incutir na cabeça dos jovens advogados a vontade de modificar o ensino jurídico no Brasil, fazendo que os advogados passassem a ser um instrumento de desenvolvimento e não um mero espectador ou mantenedor do status quo. Que pudessem contribuir com um movimento maior, o de espalhar as suas angústias do saber nas escolas de Direito estruturadas no Brasil a fora.”
Em documentos acerca dos cursos oferecidos pelo CEPED, os objetivos do curso eram encontrados nas apostilas. No que tange o curso de Direito Tributário, um dos principais cursos do CEPED, o objetivo era de ...exercitar a técnica do raciocínio jurídico. Para tanto o fundamental não é a aplicação lógica de princípios clássicos da hermenêutica, mas a compreensão das instituições jurídicas como respostas naturais ao fato social
Em levantamento feito por Duarte em sua dissertação , arquivos da Fundação Ford delimitam como objetivos centrais (e formalmente expostos) do CEPED os seguintes: 1- Desenvolver novas metodologias de ensino 2- Desenvolver e treinar novos professores de direito dedicado à inovação do ensino jurídico, dando oportunidade para a colocação de novas ideias em prática 3- Fornecer treinamento de pós-graduação para quarenta jovens advogados por ano.
Metodologia e Currículo
O curso que foi realizado durante sete anos, compreendia o aperfeiçoamento pós-graduado de professores e advogados de empresas do setor privado, bem como de órgãos do Governo, selecionados dentre jovens destinados à profissão, e eram oferecidos estudos integrados de Direito Público (empresas públicas e atividades do Estado, no domínio econômico) e Direito Fiscal (especialmente Imposto de Renda), além de noções de economia interna da empresa e contabilidade. Os alunos participavam dessa experiência metodológica, mediante estudo prévio do material e intervenção ativa nos debates em classe. A base curricular era composta das aulas de Direito Público, Grandes Empresas e  Direito Fiscal; tangiam, também (uma vez que o curso era realizado na escola de Pós-Graduação de Economia da FGV-RJ) na disciplina da Economia as aulas de Introdução á Análise Econômica e Problema de Mercado de Capitais. 
Em um artigo de Trubek  (mencionado anteriormente como importante membro da Fundação Ford ), temos três inovações curriculares e de metodologia de ensino. São elas: “1-Uso de problemas e casos como base para discussão em classe. 2-Exigir que o aluno leia o material preparado antes da aula e para depois discuti-lo em um dialogo socrático com o instrutor. Essa proposta pode ser encontrada no projeto do curso de Grandes Empresas  O método nesse curso exige que os alunos estudem previamente os materiais distribuídos. Também, é indicado que o aluno não se limite a leitura, ainda que atenta, do mesmo.    3- Estudo da situação econômica e financeira de problemas jurídicos.” No documento do projeto de curso de Introdução a Análise Econômica, estão claramente explicadas as metodologias, que eram:  possibilitar a qualquer momento, a determinação da situação econômica e da posição financeira da entidade em questão, de modo que, pela análise dêstes dados, fornecer informações que orientam as decisões empresariais, no sentido de influenciar favoravelmente a posição futura . 
Lamy Filho faz uma descrição sintética deste novo 'approach':
“Destinado, de início, a uma experiência com pós-graduados, parece evidente que os cursos da CEPED devem procurar transmitir aos alunos, não mais apenas os conhecimentos do Direito positivo, mas sobretudo, a noção de que trabalham como profissionais do Direito sobre uma realidade em mutação, de que existe um permanente - agora agudo - processo de renovação do Direito e que é possível divisar o sentido desse processo.”
Em entrevista com o jurista Comparato, o mesmo salienta que  ..em certos ramos da advocacia, como a empresarial por exemplo, a construção de soluções jurídicas novas se impõe a cada dia. O que se pede ao advogado, aí, não é apenas a indicação do lícito e do ilícito, a informação sobre o estado da jurisprudência, mas a criação de esquemas harmônicos e sob medida para o caso concreto, esquemas que a doutrina ainda não imaginou nem os tribunais julgaram.”
Esta noção de que o Direito se dá sobre um plano em "mutação" e de constante e infadável renovação é uma premissa que serve de base para aquilo que viria a ser as propostas de ensino das novas escolas de Direito da Fundaçao Getúlio Vargas.
Crise e término
Em sua dissertação[ligação inativa] acerca do CEPED, Trubek evidencia dois motivos pela crise e eventual término da efêmera CEPED. São elas: “Uma tensão corrida entre brasileiros e americanos (que na segunda fase do desenvolvimento do CEPED divergiram quanto aos principais objetivos do Centro) e segundo, a inércia por parte dos brasileiros com relação ao ideal reformista americano“. Esta tensão é algo que parece permear toda a experiência do curso. Neste momento, é válido lembrar ao leitor qual o contexto histórico: o país estava sob regime militar, e o mundo vivia a tensão de uma plena “Guerra Fria“ Segundo Steiner, a causa principal do CEPED ter chegado ao fim deve-se ao fato de não ter um plano de ação para seus objetivos, pois faltavam materiais didáticos organizados em livros, seminários, encontros com outras faculdades de direito e investimentos em pesquisas, além de não aproveitar o potencial de seus alunos. Trubek ainda acrescenta que o CEPED foi um esforço dos EUA de implantar suas ideias jurídicas no Brasil e, por isso se tornaram insustentáveis. Ademais, a falta de investimentos externos foi decisiva para o fim do CEPED. Porém, os fundos do USAID encerraram não por falta de satisfação, mas sim pelo fato de acabarem os investimentos no Brasil. Por fim, vale suscitar uma fala-síntese de Duarte, exposto em sua dissertação: "O CEPED vinha atravessando longa crise, desentendimentos entre brasileiros e americanos, desentendimento entre os brasileiros (que acarretou a saída de Alberto Venâncio), pressao dos órgãos de fomento por ações direcionadas à reforma do ensino jurídico como um todo, e a doença de seu fundador, enfim, uma sucessão de fatores motivou a decisão final tomada por Caio Tácito."
Ramificações
Surgem como principais ramificações do CEPED as escolas de Direito da Fundação Getúlio Vargas, situadas  de  São Paulo e Rio de Janeiro. Ambas são universidades que divergem significativamente no padrão de ensino de outras renomadas escolas de Direito do país.  Outra ramificação significativa do projeto foi o ingresso de ex-alunos (formados pelo CEPED) em outras instituições de ensino, passando a atuar como professores ou bolsistas. O professor Lamy, também professor veterano na PUC apoiou a disseminação da nova metodologia de estudo dentre a universidade, chegando até a criar "uma associação autônoma à faculdade, para apicar um novo programa de ciências sociais interdisciplinares."  O professor Gabriel Lacerda comparou as diferenças de um aluno do CEPED e da pós graduação da PUC-RJ, na época, e percebeu a diferença em relação a capacidade de leitura, desnível de informações e motivações diferenciadas nas participações em aula. O professor também ressaltou a necessidade da PUC doutrinar conhecimentos filosóficos, econômicos, sociais e políticos no âmbito jurídico, assim como o CEPED fazia. Um convênio chegou a ser firmado, em 3 de maio de 1971 , entre o CEPED e a PUC-RJ,Ademais, Venâncio Filho classifica o CEPED como “A experiência mais importante no campo da renovação no campo jurídico nos últimos anos“.
Em meados de 1975, as ideias e o reforço do ensino jurídico implantado pelo CEPED já tinham sido levadas a várias partes do Brasil, mudado a regulamentação do ensino mínimo, mobilizado dezenas de faculdades, formado diversos jovens professores inovadores e criado associações e movimentos reformistas.

#### Após 1988
Com a redemocratização cresceu a atuação dos juristas no então novo Estado democrático de direito. Com isso, houve reformas das políticas educacionais (como a LDB) que afetaram a Educação Jurídica, além da influência da OAB e do Instituto dos Advogados do Brasil em oferecer diretrizes, avaliar e autorizar os novos cursos de formação jurídica. No começo da década de 2000 ocorreu uma explosão do números de cursos de graduação em direito, mas a qualidade dúbia de muito deles -- refletida na baixa aprovação no exame de ordem -- levaram à OAB a adotar critérios mais rígidos para os cursos de direito.

### Currículo
Conforme as diretrizes curriculares nacionais para os cursos de direito, são necessário cumprir um currículo em três eixos:
Eixo de Formação Fundamental, que tem por objetivo integrar o estudante no
campo do Direito, estabelecendo as relações do Direito com outras áreas do saber,
abrangendo, dentre outros condizentes com o projeto pedagógico, estudos que envolvam
conteúdos essenciais sobre filosofia, sociologia, economia, ciência política, psicologia, antropologia e ética;
Eixo de Formação Profissional, abrangendo, além do enfoque dogmático, o
conhecimento e a aplicação do Direito, observadas as peculiaridades dos diversos ramos do
Direito, de qualquer natureza, estudados sistematicamente e contextualizados segundo a
evolução da ciência do direito e sua aplicação às mudanças sociais, econômicas, políticas e
culturais do Brasil e suas relações internacionais, incluindo-se, dentre outros condizentes com
o projeto pedagógico, conteúdos essenciais sobre introdução ao direito, direito constitucional,
direito administrativo, direito tributário, direito penal, direito civil, direito empresarial, direito do trabalho, direito internacional e direito processual; 
Eixo de Formação Prática, que objetiva a integração entre a prática e os conteúdos
teóricos desenvolvidos nos demais eixos, especialmente nas atividades relacionadas com o
estágio curricular supervisionado, as atividades complementares e Trabalho de Conclusão de Curso, quando exigido, na forma do regulamento emitido pela instituição de ensino.

## Portugal
Em Portugal, o ensino jurídico remonta à Idade Média com a criação da Universidade de Coimbra, na qual era ministrada os cursos de direito e teologia.
Na contemporaneidade, segundo dados do Ministério da Ciência, Tecnologia e Ensino Superior existem 17 faculdades de direito em Portugal.
Tomando por exemplo o curso de direito da Universidade Católica de Lisboa, um típico currículo para a formação em advocacia seria:
1º Semestre
Disciplina Obrigatórias
Introdução ao Estudo do Direito	
Fundamentos de Direito Público	
Introdução ao Direito segundo o Método do Caso	
Direito Romano	
2º Semestre 
Disciplina	 Obrigatórias	 		 
Fundamentos de Direito Civil e Direito das Pessoas
Direito Constitucional	
Cristianismo e Cultura	
Introdução à Economia	
3º Semestre
Disciplina	Obrigatórias	 	 	 
Organização Administrativa
Direito Internacional Público	
Teoria Geral do Negócio Jurídico	
História do Direito Português	
4º Semestre
Disciplina	 Obrigatórias	 	 	 
Direito Administrativo 
Direito das Obrigações  
Finanças Públicas	
Direito da União Europeia/Law of the European Union
5º Semestre 
Disciplina	Obrigatórias 	 	 	 
Cumprimento e Não Cumprimento das Obrigações	
Direitos Reais	
Direito Penal - Introdução e Teoria da Lei Penal	
Direito Fiscal	
6º Semestre
Disciplina	Obrigatórias			
Teoria Geral do Crime e da Pena	
Direito do Trabalho	
Direitos Fundamentais e Justiça Constitucional  
Direito da Família	
7º Semestre
Disciplina  Obrigatórias			
Processo Civil : Parte Geral	
Direito Comercial	
Contencioso Administrativo 
Filosofia do Direito	
8º Semestre
Disciplina	Obrigatórias			
Processo Civil: Marcha do Processo                                  	
Processo Penal 
Direito Internacional Privado 
Sociedades Comerciais
DISCIPLINAS OPTATIVAS	 	 		 
1º Semestre	 	 	 
Disciplina	
Contratos Civis	
Direito das Sucessões	
Direito de Autor	
Inglês Jurídico
2º Semestre	 	 	 
História das Ideias Políticas	
Processo Executivo
Direito e Voluntariado	
Direito do Desporto	
Direito do Ambiente	

SEMINÁRIOS EM LÍNGUA PORTUGUESA	 	 	 
1º Semestre	 	 	 
Exercício das Responsabilidades Parentais	
Direito da Liberdade Religiosa	
2º Semestre 	 	 	 
Curso Breve de Arbitragem
Direito da Saúde	
TRANSNATIONAL LAW CURRICULUM BY CATÓLICA GLOBAL SCHOOL OF LAW	 	 	 
1º Semestre	 	 	 	 	 	 
Human Rights
Foundations of Private Law
Introduction to Anglo-American Law	
Introduction to Competition Law / Antitrust Law	
Transnational Commercial Law and Arbitration	
Intellectual Property and Globalization 
Introduction to EU Internal Market                                            	
Federalism and the European Union 	
2º Semestre 	 
Introduction to Global Law	
Global Governance	
Property	
Transnational Environmental Law	
International Criminal Law	
Law of the European Union	
Taxation of Corporate Transactions		
Global Tax	
Introduction to Intellectual Property	
Law of the European Union

## Estados Unidos da América
Nos Estados Unidos da América, o ensino jurídico é realizado em um nível de pós-graduação denominado Juris Doctor, o qual se encontra disponível nas 199 faculdades de direito reconhecidos pela Associação de Advogados dos EUA (American Bar Association - ABA) .
As faculdades de Direito dos Estados Unidos utilizam-se, em sua maioria, do chamado "método do caso", introduzido no final do século XIX pelo deão da Escola de Direito de Harvard, Christopher Columbus Langdell.

## Alemanha
Na Alemanha, embora seu Direito "pertença àtradição do civil law e, portanto, em princípio, não admita o método chamado de pigeonhole, o estudo de casos desempenha função central no raciocínio jurídico alemão", que se combina com o estudo aprofundado dos códigos e a exigência do conhecimento dos códigos. Os alunos são reunidos em grupos coordenadores por assistentes do professor catedrático e procedem ao exame dos dispositivos legais para aplicar, por meio da subsunção, aos casos concretos.